# Etnogenese
Etnogenese (Oudgrieks ἔθνος (éthnos, "volk") + γένεσις (génesis, "geboorte, ontstaan")) is een term die in 1961 geïntroduceerd is door de Duitse historicus Reinhard Wenskus (1916-2002). Letterlijk vertaald betekent het "volksgeboorte". Het verwijst naar de flexibiliteit van de etnische identiteit, niet naar een biologische verwantschap. Het is een proces van accommodatie en integratie. Etnogenese is het proces dat uiteindelijk ethniciteit vormt.
Germaanse stammen die aan de buitenkant van het Romeinse rijk woonden, in de tijd van de volksverhuizingen, kon men geen eenheid noemen. Ze bestonden uit groepen van verschillende oorsprong die zich voor een (militair) doeleinde konden verenigen. Uit deze multi-etnische confederatie kan na verloop van tijd een nieuwe etnische groep ontstaan met een eigen identiteit. Dit proces van versmelting van volken noemt men etnogenese. 